# T'aime
Pour les articles ayant des titres homophones, voir Thème.
Pour plus de détails, voir Fiche technique et Distribution.
T'aime est un film français de Patrick Sébastien sorti en 2000.

## Synopsis
Années 1970, Zef, vingt ans, aux capacités d'esprit limitées, est toujours heureux, aimant tout le monde. Il vit dans une ferme isolée du Lot.
Un soir, il commet l'irréparable et viole la jeune Marie. Interné dans un asile psychiatrique, Zef se referme sur lui-même. Hugues Michel, médecin peu orthodoxe, est chargé de soigner Marie. Il décide de la mettre en face de Zef, sûr que l'électrochoc permettra la guérison.
Il n'est pas au bout de ses surprises.

## Fiche technique
- Titre : T'aime
- Réalisation : Patrick Sébastien
- Scénario : Patrick Sébastien
- Production : France 2 Cinema, Case Productions, Studiocanal, Rezo Films, Olifilm et LM Télévision. Avec la participation de Canal+.
- Productrice exécutive et déléguée : Nathalie Boutot (Femme de Patrick Sébastien)
- Chanson originale : T'aime, composé par Lara Fabian & Patrick Fiori. Interprétée par Patrick Fiori
- Musique originale : Patrick Boutot, Pascal Miconnet, Gilles Arcens, René Coll et son orchestre (musiciens de Patrick Sébastien)
- Directeur de la Photographie (1re équipe) : André Diot
- Directeur de la Photographie (2e équipe) : Henri Habans
- Photos du film : Henri Habans, Daniel Angeli  & Frederic Garcia pour l'agence Angeli
- Conseiller technique : Denis Seurat
- Mixeur : William Flageollet
- Conseiller technique et artistique : Denis Seurat
- Directeur de production : Patrick Denauleux
- Ingénieur du son : Henri Roux assistant son :Pascal Marzolf
- Monteuse : Nicole Saunier
- Distribution des rôles : Julie Philippe
- Ensembliers : Simon Verner & Bernard Schmidt
- Costumière : Rose-Marie Melka
- Maquilleuse : Fabienne Gervais
- Coiffeuse : Michelle Fosse
- Genre : drame
- Durée : 87 minutes
- Budget : 20 000 000 de francs (3 140 000 €)
- Tournage : septembre et octobre 1999
- Pays d'origine :  France
- Dates de sortie :
  -  France : 26 avril 2000
- Box office France : 28 353 entrées

## Distribution
- Patrick Sébastien : Dr Hugues Michel
- Jean-François Balmer : Paul Gontier, des parfums Gontier
- Annie Girardot : Emma
- Michel Duchaussoy : Louis
- Marie Denarnaud : Marie Gontier
- Samuel Dupuy : Zef
- Myriam Boyer : Christine
- Nathalie Roussel : Jeanne Michel
- Jean-François Dérec : le surveillant à l'hôpital psychiatrique, ancien tireur d'élite
- Olivia Brunaux : Sophie, la sœur de Zef
- Pierre Mirat : Le maire de Martel
- Étienne Draber : Un médecin
- Jean Lescot : Gaëtan Durieux
- Serge Maillat : René
- Jean-Pierre Cargol : Le gitan
- Olivier Villa (anciennement Boutot, fils de Patrick Sébastien) : Le jeune danseur au bal
- Isabelle Tanakil : Anne Gontier
- Javotte Rougerie : L'infirmière Berty
- Jean-Jacques Cripia : Robert
- Julien Mediavilla : Thomas Michel
- Marie Boutot : Virginie Michel
- Bejo : Le patron du stand de tir
- Alexis Douceau : Zef enfant
- Stéphane Raynaud  : un infirmier
- Geneviève Gil
- Corinne Delpech
- Bernard Espina  : client du bar

## Autour du film
Le film a reçu un accueil unanimement défavorable auprès de la critique, qui souligne la naïveté et le manichéisme du message ou encore la maladresse de l'interprétation. Le site Nanarland attribue en partie cette unanimité à un manque d'impartialité de la critique envers Patrick Sébastien, animateur parfois décrié pour ses émissions « populaires ». Première, qui lui délivre la note minimale, note que « Patrick Sébastien délivre naïvement la bonne parole sans l'ombre d'un doute scénaristique et avec une ferveur messianique inquiétante ».
Le film, sorti discrètement en cassette vidéo le 10 mai 2001, a bénéficié d'une sortie en méga pack DVD « spécial dix films français » avec Monsieur Batignole, Mon idole, Jet Set, Tanguy, Meilleur Espoir féminin, Le Derrière, Est-Ouest, Une affaire privée, Oui, mais….
L'orchestre de René Coll, qui a composé les musiques du film, apparaît dans la scène du bal.
Le film a été diffusé le 23 juillet 2002 à 22h45 et le 1er septembre 2004 à 20h45 sur France 2.